# Politica Suediei
Suedia este o monarhie constituțională, în care șeful statului este regele, însă puterea sa este redusă, principalele sale atribuții fiind ceremoniale, iar Primul-Ministru este ales de Parlament.